# Festival du film de Chelsea
 (février 2024).
La mise en forme du texte ne suit pas les recommandations de Wikipédia : il faut le « wikifier ».
Les points d'amélioration suivants sont les cas les plus fréquents. Le détail des points à revoir est peut-être précisé sur la page de discussion.
- Les titres sont pré-formatés par le logiciel. Ils ne sont ni en capitales, ni en gras.
- Le texte ne doit pas être écrit en capitales (les noms de famille non plus), ni en gras, ni en italique, ni en « petit »…
- Le gras n'est utilisé que pour surligner le titre de l'article dans l'introduction, une seule fois.
- L'italique est rarement utilisé : mots en langue étrangère, titres d'œuvres, noms de bateaux, etc.
- Les citations ne sont pas en italique mais en corps de texte normal. Elles sont entourées par des guillemets français : « et ».
- Les listes à puces sont à éviter, des paragraphes rédigés étant largement préférés. Les tableaux sont à réserver à la présentation de données structurées (résultats, etc.).
- Les appels de note de bas de page (petits chiffres en exposant, introduits par l'outil «  Source ») sont à placer entre la fin de phrase et le point final[comme ça].
- Les liens internes (vers d'autres articles de Wikipédia) sont à choisir avec parcimonie. Créez des liens vers des articles approfondissant le sujet. Les termes génériques sans rapport avec le sujet sont à éviter, ainsi que les répétitions de liens vers un même terme.
- Les liens externes sont à placer uniquement dans une section « Liens externes », à la fin de l'article. Ces liens sont à choisir avec parcimonie suivant les règles définies. Si un lien sert de source à l'article, son insertion dans le texte est à faire par les notes de bas de page.
- La présentation des références doit suivre les conventions bibliographiques. Il est recommandé d'utiliser les modèles {{Ouvrage}}, {{Chapitre}}, {{Article}}, {{Lien web}} et/ou {{Bibliographie}}. Le mode d'édition visuel peut mettre en forme automatiquement les références.
- Insérer une infobox (cadre d'informations à droite) n'est pas obligatoire pour parachever la mise en page.

Pour une aide détaillée, merci de consulter Aide:Wikification.
Si vous pensez que ces points ont été résolus, vous pouvez retirer ce bandeau et améliorer la mise en forme d'un autre article.
Le Festival du film de Chelsea (en anglais : Chelsea Film Festival ou CFF) est un festival international de cinéma et une organisation à but non lucratif basée à New York qui projette des films indépendants de réalisateurs émergents. Le festival propose une large gamme de films, notamment des documentaires et des longs métrages, axés sur le thème des « enjeux mondiaux ».

## Histoire
Le Festival du film de Chelsea est fondé en 2013 par les actrices françaises Ingrid Jean-Baptiste et Sonia Jean-Baptiste.
Un comité consultatif est créé pour superviser la sélection des films et le fonctionnement du festival.
La première édition du Chelsea Film Festival présente neuf longs métrages et huit courts métrages, représentant treize pays et dix-sept cinéastes débutants, dont sept en compétition. Huit des films présentés au festival sont des premières aux États-Unis et un était une première mondiale.

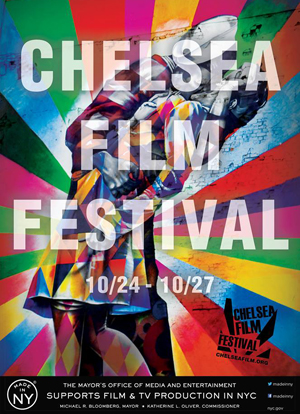
Festival du film de Chelsea 2013

En mars 2019, le Festival du film de Chelsea figure dans le top 10 des meilleurs festivals de films d'Amérique du Nord par le journal américain USA Today.

## Prix
Les prix sont décernés dans plusieurs catégories ; les films gagnants sont sélectionnés par un jury composé d'experts en cinéma ainsi que par le public. La réplique du « Charging Bull » a été pendant un temps le trophée officiel, jusqu'en 2021, date à laquelle le Festival du film de Chelsea a présenté les trophées acryliques.

### Grand Prix
| Année | Film             | Réalisateur          | Nationalité du réalisateur |
| ----- | ---------------- | -------------------- | -------------------------- |
| 2021  | The Parent       | Vlad Furman          | Russie                     |
| 2020  | Keeping the Bees | Eylem Kaftan         | Turquie                    |
| 2019  | Bilched          | Jeremy Cumpston      | Australie,                 |
| 2013  | LICKS            | Jonathan Singer-Vine | États-Unis,                |

### Prix du public
| Année | Film             | Réalisateur    | Nationalité du réalisateur        |
| ----- | ---------------- | -------------- | --------------------------------- |
| 2021  | Surviving on LES | Tony Amatullo  | États-Unis                        |
| 2020  | Greyscale        | Yaniel Paulino | États-Unis République dominicaine |

### Prix du meilleur réalisateur
| Année | Film(s)                    | Réalisateur(s)                          | Nationalité du ou des réalisateur(s) |
| ----- | -------------------------- | --------------------------------------- | ------------------------------------ |
| 2021  | The Parent                 | Vlad Furman                             | Russie                               |
| 2020  | Keeping the Bees           | Eylem Kaftan                            | Turquie                              |
| 2019  | Ticket                     | Yoh Komaya                              | Japon                                |
| 2013  | LICKS & Les Petits Princes | Jonathan Singer-Vine & Vianney Lebasque | États-Unis France                    |

### Prix du meilleur scénario
| Année | Film               | Scénariste(s)                                    | Nationalité du réalisateur |
| ----- | ------------------ | ------------------------------------------------ | -------------------------- |
| 2021  | The Parent         | Andrey Shishov, Christina Kuzmina et Vlad Furman | Russie                     |
| 2020  | Keeping the Bees   | Eylem Kaftan                                     | Turquie                    |
| 2019  | Bilched            | Hal Cumpston                                     | Australie,                 |
| 2013  | Le chemin d'Halima | Fedja Isovic                                     | Bosnie                     |

### Prix de la meilleure actrice
| Année | Film               | Actrice            | Nationalité du réalisateur |
| ----- | ------------------ | ------------------ | -------------------------- |
| 2021  | The Parent         | Angelina Strechina | Russie                     |
| 2020  | Keeping the Bees   | Meryem Uzerli      | Turquie                    |
| 2019  | Rag Doll           | Shannon Murray     | États-Unis                 |
| 2015  | Marry Me           | Sirin Zahed        | Belgique                   |
| 2013  | Le chemin d'Halima | Alma Prica         | Bosnie                     |

### Prix du meilleur acteur
| Année | Film        | Acteur(s)                                              | Nationalité du réalisateur |
| ----- | ----------- | ------------------------------------------------------ | -------------------------- |
| 2021  | The Parent  | Vladislav Bulanov (Vlad Furman) et Mikhail Porechenkov | Russie                     |
| 2020  | A Case Blue | Stephen Schnetzer                                      | États-Unis                 |
| 2019  | Last Koan   | Schidor Rahaman                                        | Australie                  |
| 2013  | LICKS       | Stanley Doe Hunt                                       | États-Unis                 |

### Prix du meilleur acteur dans un second rôle
| Année | Film                | Acteur(s)                     | Nationalité du réalisateur |
| ----- | ------------------- | ----------------------------- | -------------------------- |
| 2021  | East of Middle West | Joris Jarsky                  | États-Unis                 |
| 2020  | Keeping the Bees    | Hakan Karsak                  | Turquie                    |
| 2019  | Bilched             | Frederick Du Rietz            | Australie,                 |
| 2013  | LICKS               | Devon Libran et Koran Streets | États-Unis                 |

### Prix de la meilleure actrice dans un second rôle
| Année | Film                       | Actrice         | Nationalité du réalisateur |
| ----- | -------------------------- | --------------- | -------------------------- |
| 2021  | The Parent                 | Maria Shukshina | Russie                     |
| 2020  | Donna Stronger Than Pretty | Brittany Molnar | États-Unis                 |
| 2019  | Rag Doll                   | Stephanie Erb   | États-Unis                 |
| 2013  | Le chemin d'Halima         | Olga Pakalovic  | Bosnie                     |